# Boletina profectus
Boletina profectus är en tvåvingeart som beskrevs av Shaw och Fisher 1952. Boletina profectus ingår i släktet Boletina och familjen svampmyggor. Inga underarter finns listade i Catalogue of Life.